# Lijnpad

Het Lijnpad geprojecteerd op het hedendaagse stratenplan.

Lijnpad was in het verleden een weg en een buitengerecht in de stadsvrijheid van Utrecht.
De eerste vermelding met Lijnpad als weg is in 1239 onder de noemer Linpaet. De weg was buitengrachts gelegen aan de (zuid)westzijde van de oude binnenstad. Als oude weg is het Lijnpad rond 1664 verdwenen toen in dit gebied een nieuw grachtenstelsel voor de scheepvaart werd aangelegd. De naam Lijnpad werd tevens al in de middeleeuwen overgenomen voor een gebied bij de weg en dat gebied functioneerde als buitengerecht. Een belangrijk grondbezitter in dit buitengerecht was de Duitse Orde (zie ook Duitse Huis). Lijnpad was lange tijd een agrarisch gebied waar akkerbouw en tuinbouw werd bedreven. Tevens ontstond er de zelfstandige gemeente (Buiten)-Catharijne of Lijnpad, die enige jaren heeft bestaan tot 30 mei 1823.
Het Lijnpad liep van de stadsbuitengracht naar hofstede Lubbenes. Daarna sloot hij aan op de oude weg naar De Meern. Vandaag de dag is er een straat in dit gebied die Lijnpadstraat heet.

## Naamsverklaring
Het Lijnpad zou zijn ontstaan langs een oude Rijnloop bij Utrecht, alwaar het fungeerde als trek-, jaag- of lijnpad. Een andere mogelijke verklaring kan zijn dat in dit gebied de lijndraaiers woonden, vergelijk de Lijnbaan in Rotterdam.

## Waar liep het Lijnpad precies?
Het pad is op verschillende historische kaarten van Utrecht schetsmatig aangegeven, waaronder die van Jacob van Deventer (1556) en Joan Blaeu (1649). Een belangrijke want zeer nauwkeurige bron is de plankaart uit 1664 van Hugo Ruysch. Het beginpunt van het pad is bovendien nog herkenbaar aan een kromme kavellijn op de eerste kadastrale minuutplans (begin 19e eeuw). Het laatste stukje lijnpad, tussen de Croeselaan en Lubbenes, verdween overigens pas in 1928.